# Adinandra retusa
Adinandra retusa là một loài thực vật có hoa trong họ Pentaphylacaceae. Loài này được D.Fang & D.H.Qin mô tả khoa học đầu tiên năm 2002.